# Vuelvo a vivir...vuelvo a cantar
Vuelvo a vivir...vuelvo a cantar es una película filmada en colores de Argentina dirigida por Julio Saraceni según el guion de Fernando Siro y Norberto Aroldi que se estrenó el 7 de octubre de 1971 y que tuvo como protagonistas a Sabú, Ubaldo Martínez, Diana Maggi y Enrique Liporace.

## Sinopsis
Un joven es tentado por una mujer adinerada para que deje a su novia.

## Reparto
- Sabú
- Ubaldo Martínez
- Diana Maggi
- Enrique Liporace
- María Leal
- Marta Cerain
- Norma López Monet
- Beatriz Taffernaberry
- Stella Maris González
- Pintura Fresca
- Banana
- Trocha Angosta
- Carlos Vanoni

## Comentarios
El Cronista Comercial escribió:

”Vuelve a cantar, deja de actuar.”

Crónica dijo en su edición matutina:

”Este film padece de crisis de infantilismo.”